# Cleistes paulensis
Cleistes paulensis é uma espécie de orquídea terrestre de folhas alternadas e flores grandes que abrem em sucessão, com raízes tuberosas delicadas, habitante de São Paulo, no Brasil.